# Ювенільний остеопороз
Ювенільний остеопороз — це остеопороз у дітей та підлітків. Остеопороз рідко зустрічається в цьому віці. Коли він все ж виникає, зазвичай є вторинним і спричинений іншим захворюванням, наприклад: недосконалий остеогенез, рахіт, розлади харчової поведінки або артрит. У деяких випадках причина невідома, і це називається ідіопатичним ювенільним остеопорозом. Ідіопатичний ювенільний остеопороз зазвичай зникає спонтанно самостійно.
Також у випадках рецидивуючих переломів кісток слід підозрювати жорстоке поводження з дітьми.

## Причина
Вперше описали захворювання у 1965 році — К. Е. Дент та М. Фрідман, звідси і синонім хвороби — синдром Дента-Фрідмана.
Причини ювенільного остеопорозу можуть бути генетичними, екологічними або невизначеними.

## Діагноз
Діагноз ставить лікар, який використовує кілька аналізів та діагностичних процедур для постановки чи підтвердження діагнозу.
Характерні зміни у хребті можна виявити вже на звичайних рентгенівських знімках. Вимірювання щільності кісткової тканини дає змогу задокументувати демінералізацію.
Гістологічно спостерігаються: зменшення кількості остеоїду, розрідження трабекул та розпушення кортикального шару.

## Лікування
Лікування вторинного ювенільного остеопорозу зосереджене на лікуванні будь-якого основного захворювання. Лікування ювенільного остеопорозу також може включати підтримку здорового способу життя. Цього можна досягти за допомогою фізичних вправ, дотримання збалансованого раціону з правильною їжею та напоями, а також забезпечення організму необхідними вітамінами (кальцій та/або вітамін D, фтор, кальцитонін та бісфосфонати). За потреби, ювенільний остеопороз також можна лікувати за допомогою фізичної терапії.